# Jablonové (Bytča)
Jablonové (ungarisch Almásfalu – bis 1907 Jablonófalu) ist eine Gemeinde im Nordwesten der Slowakei mit 895 Einwohnern (Stand 31. Dezember 2024), die zum Okres Bytča, einem Teil des Žilinský kraj gehört.

## Geographie
Die Gemeinde liegt im Gebirge Súľovské vrchy am Bach Hradnianka im Einzugsgebiet der Waag. Das Ortszentrum liegt auf einer Höhe von 340 m n.m. und ist sechseinhalb Kilometer von Bytča sowie 15 Kilometer von Považská Bystrica entfernt.
Nachbargemeinden sind Bytča (Teil Hrabové) im Norden und Osten, Súľov-Hradná im Südosten und Predmier im Westen.

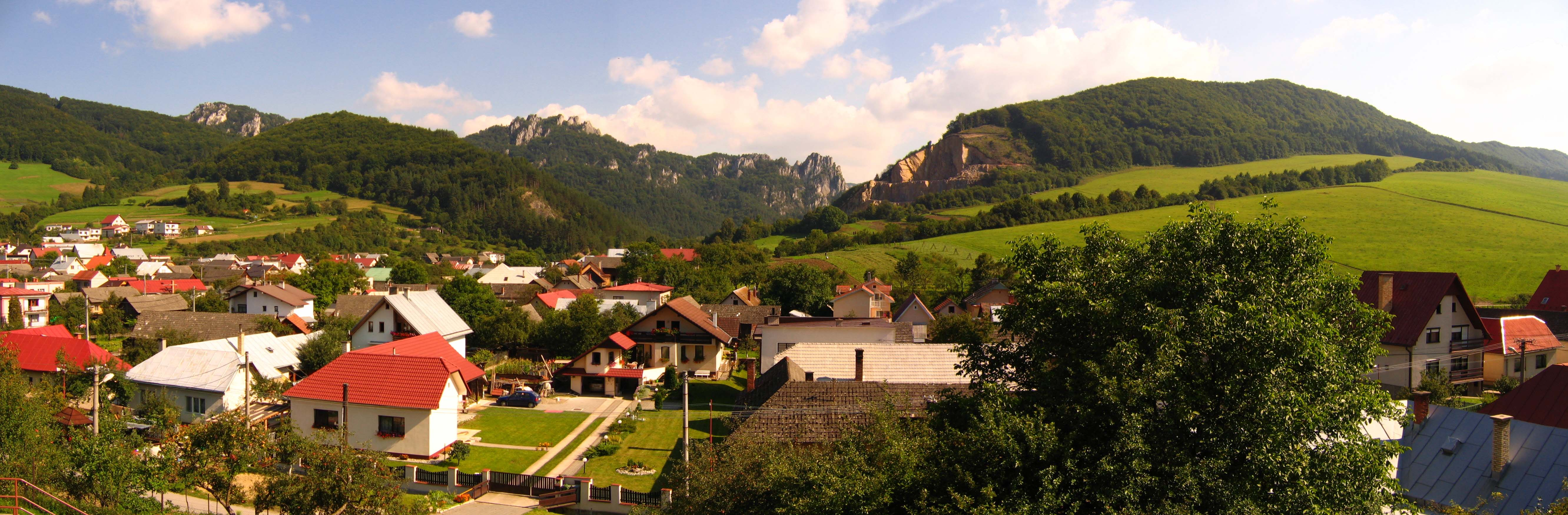
Panoramablick des Ortes mit Bergen des Gebirges Súľovské vrchy im Hintergrund

## Geschichte
In der unmittelbaren Umgebung gab es zwei Burgstätten der Puchauer Kultur.
Der Ort wurde zum ersten Mal 1268 als Jabluna schriftlich erwähnt und gehörte damals zum Herrschaftsgebiet der Burg Súľov. Bis zum 15. Jahrhundert ist nur wenig über den Ort selbst bekannt, im Jahr 1480 wurde er Besitz eines Vorfahren der Familie Maršovský. Im Porta-Verzeichnis von 1548 wird ausdrücklich über die Zugehörigkeit zum Herrschaftsgebiet der Burg Hričov berichtet, der Ort hatte zudem einen Richter. 1598 hatte die Ortschaft 22 Häuser, 1828 zählte man 31 Häuser und 272 Einwohner, deren Haupteinnahmequellen Forst- und Landwirtschaft waren. Aus einer Zählung im Jahr 1851 ergibt sich die folgende konfessionelle Aufteilung: 248 Katholiken, 17 Lutheraner und 10 Juden.
Bis 1918 gehörte die im Komitat Trentschin liegende Gemeinde zum Königreich Ungarn und kam danach zur Tschechoslowakei beziehungsweise heute Slowakei.

## Bevölkerung
| Jahr                | 1994 | 2004    | 2014    | 2024    |
| ------------------- | ---- | ------- | ------- | ------- |
| Anzahl der Personen | 824  | 864     | 878     | 895     |
| Unterschied         |      | +4,85 % | +1,62 % | +1,93 % |

| Jahr                | 2023 | 2024    |
| ------------------- | ---- | ------- |
| Anzahl der Personen | 885  | 895     |
| Unterschied         |      | +1,12 % |

Nach der Volkszählung 2011 wohnten in Jablonové 861 Einwohner, davon 852 Slowaken. 9 Einwohner machten keine Angaben zur Ethnie.
825 Einwohner bekannten sich zur römisch-katholischen Kirche, 7 Einwohner zur Evangelischen Kirche A. B. und ein Einwohner zur orthodoxen Kirche; ein Einwohner bekannte sich zu einer anderen Konfession. 7 Einwohner waren konfessionslos und bei 20 Einwohnern ist die Konfession nicht ermittelt.

## Bauwerke und Denkmäler
- Glockenturm aus dem 19. Jahrhundert